# Leslie Cohen Berlowitz
Leslie Cohen Berlowitz (* 1. März 1944 in New York City; † 13. Juni 2020) war von 2010 bis 2013 Präsidentin und Chief Executive Officer der American Academy of Arts and Sciences.

## Leben
Ihre akademische Ausbildung zur Anglistin machte sie an der New York University und der Columbia University. Von 1969 bis 1996 war Berlowitz Verwaltungsangestellte und später Kanzlerin an der New York University. Berlowitz wurde 1996 Executive Officer der American Academy of Arts and Sciences und 2010 zur Chief Executive Officer und Präsidentin berufen. Sie trat nach Auseinandersetzungen um ihre Amtsführung und Führung falscher Titel im Juli 2013 zurück.
Leslie Cohen Berlowitz war verheiratet und hatte eine Tochter.